# Aponchium cylindricolle
Aponchium cylindricolle är en rundmaskart som beskrevs av Nathan Augustus Cobb 1920. Aponchium cylindricolle ingår i släktet Aponchium och familjen Aponchiidae. Inga underarter finns listade i Catalogue of Life.